# Isophya nagyi
Isophya nagyi is een rechtvleugelig insect uit de familie sabelsprinkhanen (Tettigoniidae). De wetenschappelijke naam van deze soort is voor het eerst geldig gepubliceerd in 2012 door Szövényi, Puskás & Orci.
1. ↑  (en) Isophya nagyi op de IUCN Red List of Threatened Species.